# Fan service
Fan service (ファンサービス, fan sābisu), fanservice («servici a l'aficionat» en anglés) o service cut (サービスカット, sābisu katto, «plànol de servici») és un concepte relatiu a la cultura popular contemporània per a identificar tota manifestació destinada a complaure als destinataris potencials de qualsevol creació artística: encara que el concepte pot englobar qualsevol aportació a l'art purament hedonista, el terme sorgí al Japó dins l'àmbit del manga i de l'anime per a definir l'ús injustificat d'escenes d'acció exagerada o d'erotisme gratuït. No obstant, no tot el fan service és de caràcter sexual o eròtic, en alguns casos es poden trobar descripcions i detalls de robots i altres màquines ("mecha") i similars. Alguns autors ofereixen també altres tipus de fan service, com Eiichiro Oda, autor de One Piece, que entre d'altres dibuixa les portades d'alguns capítols del manga basades en peticions dels fans, o la secció de preguntes i respostes que apareix en molts volums, on respon a preguntes dels seus fans.

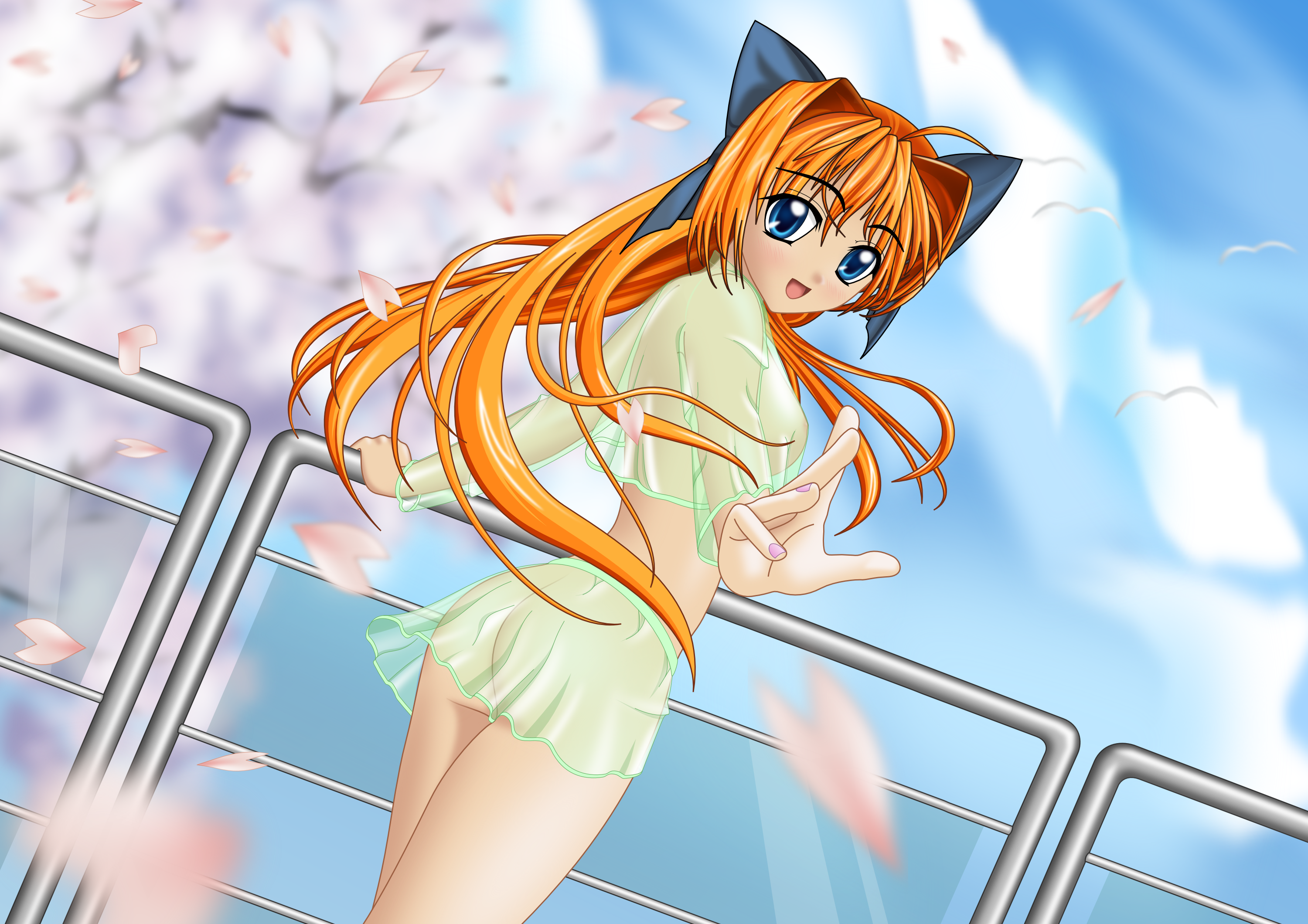
Respecte a aquest tema, la noia està dibuixada en una posició que li permetria deixar de banda completament la roba sense mostrar cap característiques sexuals primàries. La roba en si és un vestit parcialment transparent, que és tan habitual com la roba mullada.

D'ençà, el terme s'ha extés amb caràcter retroactiu a altres gèneres per a identificar concessions similars als entusiastes d'una manifestació concreta, com per exemple els cameos d'Stan Lee (guioniste creador d'Spiderman i altres superherois) en les pel·lícules basades en personatges de Marvel Comics.
Segons el professor Akiko Sugawa-Shimada, la primera referència documentada del terme aparegué l'any 1978 en un article sobre un equip de beisbol i els seus fans; un altre estudiós, Yuzuru Nakagawa, assegura que la percepció occidental del fan service enfocat al públic adult masculí heterosexual és infundada, ja que n'hi ha per a tots els gusts i totes les edats, però la preeminència d'eixe tipus de públic en l'horari televisiu de mitjanit feu que les productores explotaren la comercialitat del concepte.
Entre els exemples típics de caràcter eròtic en l'audiovisual japonés, quasi totes aplicades als personatges femenins, hi ha el panchira (plànols en els quals se'ls veuen les bragues), les armadures amb escot o el fet que, durant una batalla, acaben despullades del tot.

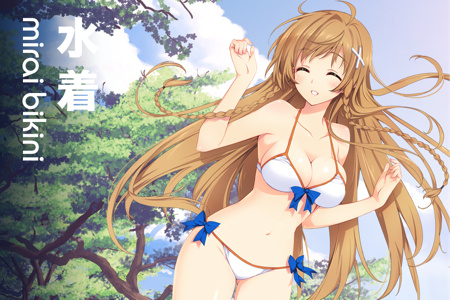
El servei de fans inclou versions dels personatges fetes per il·lustradors coneguts.

La profusió d'este tipus d'imàtgens és motiu de controvèrsia entre el públic al qual va encarat: atés que la continuïtat d'una sèrie depén de la viabilitat econòmica, els productors busquen atraure el públic potencial gràcies al fan service, amb resultats encertats com els casos de Neon Genesis Evangelion, Kill La Kill o Monogatori, en els quals els plànols gratuïts tenen una mínima finalitat argumental, i amb abusos descarats com en No Game No Life o Akame Ga Kill, els quals l'argument és una excusa per a un seguit de service cuts.
A Occident, la indústria cinematogràfica de Hollywood començà a tindre en compte els fans a la fi de la dècada de 1970, després dels subgèneres d'exploitation com el blaxploitation (orientada al públic afroamericà) o el sexploitation (amb una càrrega sexual exagerada), i de la profusió de seqüeles, preqüeles i obra derivada, entre les quals destaca la saga de La guerra de les galàxies, amb exemples primerencs de fan service eròtic com el biquini metàl·lic de Carrie Fisher en El retorn del Jedi (1983), fins que l'argument d'Star Wars episodi VIII (2017) es desvià d'allò esperat pel fandom i provocà una allau de crítiques, alhora que plantejava la qüestió de la influència del públic sobre una obra consagrada.
Això no obstant, la consideració de fan service per a qualsevol gir de guió és difusa, ja que sovint la crítica tendix a oposar-ho a la qualitat narrativa de la història, com passà per exemple amb la pel·lícula Avengers: Endgame o la darrera temporada de la sèrie Game of Thrones.
Els usuaris de videojocs de rol també utilitzen el terme per a criticar alguns aspectes superflus de l'argument.